# موجودی اداره شده توسط فروشنده
موجودی اداره شده توسط فروشنده (VMI) خانواده ای از انواع تجارت است که در آن خریدارِ یک محصول، اطلاعات دقیق آن محصول را در اختیار فروشنده قرار می‌دهد و فروشنده باید در قبال فروش و موجودی قابل قبول مواد در انبار که معمولاً در مکانِ مصرفِ خریداران (معمولاً مغازه) است، کاملاً مسئول باشد.
شخص ثالثی که مسئول اقدامات مربوط به تهیه و توزیع است می‌تواند در اموری دخیل باشد، مثل اطمینان‌دهی به خریدار در مورد اینکه مقدار نیاز آن با موجودی انبارش متناسب است یا خیر؟! یا اینکه گپ و فاصلهٔ بین عرضه و تقاضا مناسب است یا خیر؟!
به عنوان یک رابطهٔ دو جانبه، VMI احتمال اینکه تولیدات یک تجارت بخوابد و اجناس در انبار بماند و تولید کم شود را در فرایند تولید کاهش می‌دهد.
علاوه بر این، نمایندگی‌های تولیدکنندگان در فروشگاه‌ها، با تضمین کردن اینکه محصول به‌طور مناسب در معرض دید، به نمایش گذاشته می‌شود، به تولیدکننده سود می‌رسانند؛ و اینکه کارمندان فروشگاه‌ها، با ویژگی‌های خط تولید آشنا هستند، که باعث می‌شود در امر تمیزی و طبقه‌بندی خط تولید کمک حاصل شود.
VMI می‌تواند اثر شلاق چرمی را کاهش دهد.
یک اصل کلیدی که باعث کاربرد VMI می‌شود، خطر کردن یا ریسک مشترک است.
در برخی موارد اگر انبار فروش نداشته باشد، فروشنده محصول را از خریدار (خرده فروش) پس خواهد گرفت. در موارد دیگر، محصول ممکن است در اختیار خرده فروش باشد. اما تا زمانی که فروخته نشود، متعلق به خرده فروش نیست، به این معنی که خرده فروش محصول را درعوض یک کمیسیون از پیش تعیین شده یا سود (گاهی اوقات به عنوان سهام انبار) نگهداری می‌کند.
نوع خاصی از این کمیسیون کسب و کار، مبتنی بر اسکن بر تجارت است که در آن VMI معمولاً اعمال می‌شود، اما استفاده از آن اجباری نیست.
این یکی از مدل‌های تجاری موفق است که توسط والمارد و بسیاری دیگر از فروشگاه‌های بزرگ استفاده می‌شود.
شرکت‌های نفتی اغلب از تکنولوژی برای مدیریت بنزین موجود در ایستگاه‌های خدماتی استفاده می‌کنند.
VMI، درک متقابل بین تولیدکننده و فروشنده را با استفاده از قالب بندی‌های تبادل الکترونیکی اطلاعات، نرم‌افزار EDI و روش‌های آماری برای پیش‌بینی و باقی ماندن درست موجودی انبار، در سلسلهٔ تولید پرورش می‌دهد.
فروشندگان از کنترل بیشتر نمایش‌ها و تماس بیشتر مشتری، برای کارکنان خود سود می‌برند، ریسک خرده فروشان کمتر شده و دانش کارکنان فروشگاه بیشتر می‌شود که وفاداری برند را برای فروشندگان و خرده فروش تقویت می‌کند؛ و همچنین هزینهٔ نگهداری کاهش می‌یابد.
مصرف‌کنندگان از کارکنان آگاه فروشگاه که به‌طور مکرر و آگاهانه با سازنده در تماس هستند تا قطعات یا خدمات مورد نیاز را تأمین کنند، بهره‌مند می‌شوند.
کارکنان فروشگاه، دانش خوبی از بسیاری از خطوط تولید ارایه شده توسط تمام فروشندگان دارند. آن‌ها می‌توانند به انتخاب مصرف‌کنندگان کمک کنند که کدام اقلام برای آن‌ها مناسب‌تر است؛ و کدام پشتیبانی‌ها از جانب فروشگاه انجام خواهد شد.
در سطح تولید کالاها، VMI به جلوگیری از انبساط و کمبود و همچنین هزینهٔ کار، خرید و حسابداری کمک می‌کند.
با VMI، کسب و کار، یک موجودی مناسب را نگه می‌دارد و بهینه‌سازی موجودی، منجر به دسترسی آسان و پردازش سریع با کاهش هزینه‌های نیروی کار می‌شود.

## زنجیره تأمین سنتی
یک زنجیرهٔ عرضه، یک سیستم شامل تأمین کنندگان مواد اولیه، تسهیلات تولیدی، سرویس‌های توزیع و مشتریان است که این اعضا به‌طور معمول از طریق جریان رو به جلو محصولات فیزیکی و جریان رو به عقب اطلاعات در قالب سفارشات و پول به یکدیگر متصل هستند. شماتیک ساده یک زنجیره عرضه سنتی شامل مشتری، خرده فروش، توزیع کننده، انبار و تولیدکننده و تأمین کننده و … است که در شکل (۱) نشان داده شده‌است. 

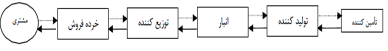

در این زنجیره هر بازیگر مسئولیت کنترل موجودی تنها خودش را عهده‌دار می‌باشد. در صدور سفارشات، هر سطح مراقب مدیریت شرایط خاص خودش است و در هر سطح تنها راجع به مشتریان بلاواسطه و مستقیم خود اطلاع دارد.

## معایب روش سنتی
زمان تحویل طولانی، اطلاعات غیرشفاف، حداقل هماهنگی میان اعضا، پیدایش اثر شلاق چرمی.

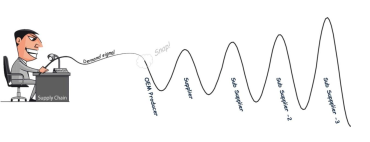

### اثر شلاق چرمی
تقویت تغییرپذیری تقاضا از پایین زنجیره تأمین به سمت بالای زنجیره تأمین را اثر شلاق چرمی می‌نامند.

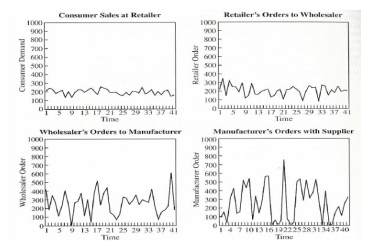

خرده فروش در نتیجه پیش‌بینی تقاضای مشتری نوسانات بیشتری را به مدل تقاضا تحمیل می‌کند. توزیع کننده، یعنی کسی که پیش‌بینی او بر مبنای سفارشات خرده فروش
است؛ این انحرافات را تشدید می‌کند. این اثر تا بالای زنجیره عرضه ادامه پیدا می‌کند و منجر به یک انحراف قابل
توجه از تقاضای واقعی مشتری، زمانیکه کارخانه سفارشات را دریافت می‌کند می‌شود.

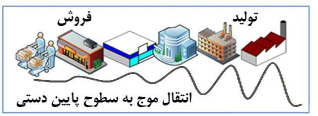

## پیدایش VMI
مدیریت زنجیره تأمین: عبارت است از یکپارچه سازی واحدهای سازمانی در طول زنجیره تأمین و هماهنگ سازی جریان‌های مواد، اطلاعات و مالی برای ارضای کامل تقاضای مشتریان.
استراتژی‌های مطرح شده برای پاسخ گویی مؤثر به نیاز مشتری :(ECR)
QR CRP VMI
سرآغاز VMIبه مطرح شدن مفهوم پاسخ گویی سریع QR در سال ۱۹۸۴در صنعت نساجی بازمی‌گردد.

## پاسخ گویی سریع (Quick Response)
هدف آن کاهش زمان تحویل و دستیابی به دقت بیشتر در حجم کالاهای ارسالی و کاهش هزینه و رویارویی با کمبود می‌باشد. در این سیستم تأمین کنندگان و خرده فروشان برای پاسخ گویی سریع به نیاز مشتریان از تجهیزات کامپیوتری نظیر بارکدها و تبادل الکترونیکی اطلاعات برای سرعت بخشی به جریان تبادل اطلاعات استفاده می‌کنند. (تیان و وی، ۲۰۰۳)

## خط مشی تأمین پیوسته CRP
بعد از مفهوم QRبرای افزایش یکپارچگی زنجیره تأمین مفهوم CRP مطرح می‌شود. این استراتژی بازپرسازی سریع))RRنیز نامیده می‌شود که در آن تأمین کننده با دریافت اطلاعات فروش و با توافق قبلی با خریدار، در رابطه با بازپرسازی تصمیماتی را تواماً اتخاذ می‌کنند.

## مدیریت موجودی توسط فروشنده VMI
در ادبیات مروری، مدیریت موجودی توسط فروشنده (VMI) مدیریت بازپرسازی توسط فروشنده (VMI) نیز نامیده می‌شود. این سیستم از دو سیستم قبلی یکپارچگی بیشتری دارد و نیازمند سطح بالایی از اعتماد بین خریدار و تأمین کننده می‌باشد.

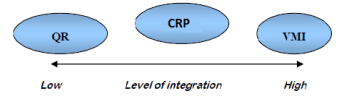

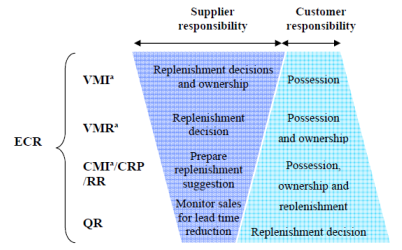

## 'تعریف VMI
ساختار اولیه مفهومی VMIتوسط Magee در سال ۱۹۵۸بدین صورت مطرح شد که “چه کسی می‌بایستی مسؤولیت کنترل موجودیها را داشته باشد؟
تعریف Mageeاز “: VMIسیستمی که طی آن تأمین کننده سطوح موجودی خریدار را کنترل می‌کند؛ تا سطوح وافقی از پیش تعیین شده خدمات مشتری، ضمانت شود".
مدیریت موجودی بر مبنای فروشنده اولین بار در صنعت خواروبار توسط شرکت Procter & Gamble به عنوان تأمین کننده و Wal-Mart به عنوان توزیع کننده به کار گرفته شد.

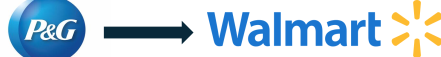

تعریف: VMIمکانیزمی که تأمین کننده، خود سفارشات خرید را بر مبنای اطلاعات مربوط به تقاضای مشتریان برای بنگاه اقتصادی انجام می‌دهد به عبارت دیگر VMIمدلی است که تأمین کننده، مسئولیت پاسخگویی به تقاضای مشتریان را بر عهده دارد. در این مدل بجای آنکه مشتری میزان موجودی خود را کنترل نموده و اقدام به سفارش دهی نماید، تأمین کننده این کار را انجام می‌دهد.

## مشخصه‌های VMI
سیستم‌های مدیریت موجودی زیادی را می‌توان در عمل یافت که با وجود تفاوت‌های زیاد همگی تحت عنوان مدیریت موجودی بر مبنای فروشنده در حال فعالیت هستند؛ بنابراین برای ارزیابی و مقایسه سیستمهای مختلف مدیریت موجودی بر مبنای فروشنده لازم است عناصری که در شکل‌دهی ساختار یک چنین سیستمی مؤثر هستند و نحوه تأثیرگذاری آن‌ها شناسایی شود، این عناصر عبارتند از:
(۱ موقعیت موجودی
(۲ سیستم توزیع
(۳ سطح دسترسی فروشنده به اطلاعات تقاضای مشتری
(۴ نقش سیستم‌های اطلاعاتی
(۵ تصمیمات مربوط به جایگزینی
(۶ مالکیت موجودی

## مزایای VMI
مزایای VMIدر سه دسته طبقه‌بندی می‌شوند:
1. مزایای مشترک بین فروشنده و مشتری
2. مزایای مربوط به مشتری
3. مزایای مربوط به فروشنده

معایب VMI:
فزایش هزینه‌های مدیریت موجودی و پیش‌بینی فاش شدن دانش یا اطلاعات اختصاصی افزایش هزینه‌های مدیریت موجودی.
1. اولویت بندی خریداران توسط فروشندگان که منجر به بروز کمبود برای برخی

از خریداران می‌گردد.

## محدودیت‌های VMI
1. استفاده نکردن تأمین کنندگان از اطلاعات مشتری برای برنامه‌ریزی تولید
2. یکپارچه نبودن بخش‌های مختلف
3. انتظارات و توقعات بیش از حداز فروشندگان
4. مقاومت فروشندگان یا خریداران در برابر اجرای تکنیک VMI
5. عدم ارائهٔ درست اطلاعات از طرف برخی از کارکنان